# Etsushi Toyokawa
Etsushi Toyokawa (豊川 悦司, Toyokawa Etsushi), né le 18 mars 1962 à Yao dans la préfecture d'Osaka, est un acteur japonais.

## Biographie
Toyokawa a fait ses études au lycée Shimizudani.

## Filmographie
- 1989 : Kimi wa boku o sukininaru
- 1990 : Jugatsu
- 1991 : Gentle 12
- 1992 : Assistant Manager Shima Kosaku
- 1992 : Twinkle
- 1993 : Tsuribaka Nisshi 6
- 1994 : Angel Dust
- 1994 : Undo
- 1994 : Ghost Pub (居酒屋ゆうれい, Izakaya yūrei?) de Takayoshi Watanabe (ja) : Sugimoto Nobuya
- 1995 : Hanako
- 1995 : Night Head
- 1995 : Love Letter
- 1995 : FBI, un homme à abattre
- 1996 : The Man with Two Hearts
- 1996 : The 8-Tomb Village
- 1996 : Misty
- 1997 : An Angel with Many Scars
- 1998 : The Goofball
- 1999 : Sennen tabito
- 2000 : Le Visage (顔, Kao?) de Junji Sakamoto : Hiroyuki Nakagami
- 2000 : Another Battle
- 2002 : The Riples
- 2002 : Inochi
- 2002 : Dog Star
- 2003 : Moon Child
- 2004 : Tange Sazen: Hyakuman ryō no tsubo (丹下左膳 百万両の壺?) de Toshio Tsuda
- 2004 : Lakeside Murder Case
- 2005 : Bluestockings
- 2005 : Year one in the North
- 2005 : The Man Behind the Scissors
- 2005 : Bit Kids
- 2005 : The Great Yokai War
- 2005 : Loft (ロフト, Rofuto) de Kiyoshi Kurosawa : Makoto Yoshioka
- 2005 : It's Only Talk
- 2005 : Until the Lights Come Back
- 2005 : Dead Run
- 2006 : Sinking of Japan
- 2006 : Hula Girls
- 2007 : Tamamoe!
- 2007 : Love Never to End
- 2007 : Tsubaki Sanjuro
- 2007 : Southbound
- 2008 : 10 Promisese to My Dog
- 2008 : The Kiss
- 2008 : 20th Century Boys 1: Beginning of the End
- 2008 : Teacher and Three Children
- 2009 : 20th Century Boys 2: The Last Hope
- 2009 : 20th Century Boys 3: Redemption
- 2010 : A Good Husband
- 2010 : Sword of Desperation
- 2010 : Postcard (一枚のハガキ, Ichimai no hagaki?) de Kaneto Shindo : Keita Matsuyama
- 2013 : Platinum Data
- 2013 : Human Trust
- 2014 : Judge!
- 2014 : Climbing to Spring
- 2014 : Otoko no Isshō
- 2019 : Midway de Roland Emmerich :
- 2020 : Last Letter
- 2020 : One Summer Story

### Doublage de jeu vidéo
- Lost Odyssey : Kaim Argonar